# Hans Lund
Hans "Tuna" Lund (1949 of 1950 - 6 november 2009) was een Amerikaans professioneel pokerspeler.
Luna begon in 1977 met het spelen van pokertoernooien. Een jaar later won hij op de WSOP 1978 een bracelet in het 1.500 $ No Limit Hold'em-toernooi. Tien jaar later werd hij er tweede. Bij de WSOP 1990 kwam hij bij het Main Event in de heads up uit tegen Mansour Matloubi. Hij ging als chipleader met A9 all in, Matloubi ging mee met twee tienen. Bij de "turn" kwam de voor Lund belangrijke aas. Op de "river" kwam een der belangrijke tienen uit. Matloubi won ten slotte nog de heads up en daarmee won ze de titel.
Op de WSOP 1996 won hij opnieuw een bracelet in de Ace to Five Draw-wedstrijd. In 1997 maakte hij zijn afscheid van de pokersport bekend, maar nam nadien toch nog deel aan verschillende toernooien van de World Series of Poker. Zijn winsten uit pokertoernooien worden geraamd op $ 2.600.000,-. 
Hij overleed in november 2009 aan kanker.

## WSOP-armbanden
| jaar | toernooi               | prijs ($) |
| ---- | ---------------------- | --------- |
| 1978 | 1.500 No Limit Hold'em | 46.800    |
| 1996 | 1.500 Ace to Five Draw | 71.400    |